# Liste der Bodendenkmäler in Schwarzach bei Nabburg
Auf dieser Seite sind die Bodendenkmäler in der Oberpfälzer Gemeinde Schwarzach bei Nabburg zusammengestellt. Diese Tabelle ist eine Teilliste der Liste der Bodendenkmäler in Bayern. Grundlage ist die Bayerische Denkmalliste, die auf Basis des Bayerischen Denkmalschutzgesetzes vom 1. Oktober 1973 erstmals erstellt wurde und seither durch das Bayerische Landesamt für Denkmalpflege geführt wird. Die folgenden Angaben ersetzen nicht die rechtsverbindliche Auskunft der Denkmalschutzbehörde.

## Bodendenkmäler der Gemeinde Schwarzach bei Nabburg

### Bodendenkmäler in der Gemarkung Altfalter
| Lage                 | Objekt | Akten-Nr.     | Bild |
| -------------------- | --- | ------------- | ---- |
| Altfalter (Standort) | Endpaläolithische und mesolithische Freilandstation, Siedlungen der mittleren Bronzezeit, der Urnenfelderzeit und der Späthallstatt-/Frühlatènezeit.                           | D-3-6539-0004 |      |
| Altfalter (Standort) | Mesolithische Freilandstation, Siedlung der Bronzezeit. | D-3-6539-0005 |      |
| Altfalter (Standort) | Hochmittelalterliche Wüstung. | D-3-6539-0006 |      |
| Altfalter (Standort) | Ein vorgeschichtlicher Grabhügel. | D-3-6539-0081 |      |
| Altfalter (Standort) | Siedlung der Bronzezeit. | D-3-6539-0107 |      |
| Altfalter (Standort) | Siedlung der Bronzezeit. | D-3-6639-0004 |      |
| Altfalter (Standort) | Siedlung der Bronzezeit. | D-3-6639-0011 |      |
| Altfalter (Standort) | Mesolithische Freilandstation. | D-3-6639-0013 |      |
| Altfalter (Standort) | Vorgeschichtliche Siedlung. | D-3-6639-0058 |      |
| Altfalter (Standort) | Mesolithische Freilandstation. Siedlung der Jungsteinzeit, der frühen Bronzezeit, der Urnenfelderzeit, der Latènezeit und des Hochmittelalters.                                | D-3-6639-0059 |      |
| Altfalter (Standort) | Siedlung vor- und frühgeschichtlicher Zeitstellung oder des frühen Mittelalters.                                                                                               | D-3-6639-0060 |      |
| Altfalter (Standort) | Untertägige Befunde des abgebrochenen frühneuzeitlichen Schlosses in Altfalter.                                                                                                | D-3-6639-0159 |      |
| Altfalter (Standort) | Archäologische Befunde des Mittelalters und der frühen Neuzeit im Bereich der Katholischen Nebenkirche St. Bartholomäus in Altfalter. Siehe auch: St. Bartholomäus (Altfalter) | D-3-6639-0161 |      |
| Altfalter (Standort) | Siedlung der Urnenfelderzeit. | D-3-6639-0166 |      |

### Bodendenkmäler in der Gemarkung Pretzabruck
| Lage                   | Objekt                                                                                             | Akten-Nr.     | Bild |
| ---------------------- | -------------------------------------------------------------------------------------------------- | ------------- | ---- |
| Pretzabruck (Standort) | Mesolithische Freilandstation, Siedlungen der Späthallstatt/Frühlatènezeit und der Spätlatènezeit. | D-3-6639-0023 |      |

### Bodendenkmäler in der Gemarkung Schwarzach b.Nabburg
| Lage                            | Objekt | Akten-Nr.     | Bild |
| ------------------------------- | --- | ------------- | ---- |
| Schwarzach b.Nabburg (Standort) | Archäologische Befunde des Mittelalters im Bereich der Katholischen Filialkirche St. Wolfgang in Wölsendorf, darunter die Spuren von Vorgängerbauten bzw. älterer Bauphasen. Siehe auch: St. Wolfgang (Wölsendorf)                               | D-3-6538-0085 |      |
| Schwarzach b.Nabburg (Standort) | Mesolithische Freilandstation, Siedlung der Urnenfelderzeit und des Hochmittelalters. | D-3-6539-0014 |      |
| Schwarzach b.Nabburg (Standort) | Vorgeschichtliche Siedlung. | D-3-6539-0015 |      |
| Schwarzach b.Nabburg (Standort) | Siedlung der Urnenfelderzeit. | D-3-6539-0045 |      |
| Schwarzach b.Nabburg (Standort) | Mesolithische Freilandstation, Siedlung der Jungsteinzeit, der Urnenfelderzeit, der Latènezeit und des Hochmittelalters. | D-3-6539-0046 |      |
| Schwarzach b.Nabburg (Standort) | Mesolithische Freilandstation, Siedlung der Frühlatènezeit und des Hochmittelalters. | D-3-6539-0047 |      |
| Schwarzach b.Nabburg (Standort) | Endpaläolithische und mesolithische Freilandstation, Siedlungen der Bronzezeit, der Urnenfelderzeit, der Späthallstatt-/Frühlatènezeit, der Spätlatènezeit, der späten römischen Kaiserzeit (Typus Friedenhain) und des Frühmittelalters.        | D-3-6539-0049 |      |
| Schwarzach b.Nabburg (Standort) | Verebneter vorgeschichtlicher Grabhügel. | D-3-6539-0079 |      |
| Schwarzach b.Nabburg (Standort) | Vorgeschichtlicher Bestattungsplatz mit Grabhügel. | D-3-6539-0115 |      |
| Schwarzach b.Nabburg (Standort) | Weitgehend verebnete Wallanlage vor- und frühgeschichtlicher Zeitstellung. | D-3-6539-0117 |      |
| Schwarzach b.Nabburg (Standort) | Spätpaläolithische Freilandstation, vorgeschichtliche Siedlung. | D-3-6539-0119 |      |
| Schwarzach b.Nabburg (Standort) | Archäologische Befunde des Mittelalters und der frühen Neuzeit im Bereich der Katholischen Pfarrkirche St. Ulrich in Schwarzach, darunter die Spuren von Vorgängerbauten bzw. älteren Bauphasen. Siehe auch: St. Ulrich (Schwarzach bei Nabburg) | D-3-6539-0213 |      |
| Schwarzach b.Nabburg (Standort) | Mesolithische Freilandstation, vorgeschichtliche Siedlung. | D-3-6639-0005 |      |

### Bodendenkmäler in der Gemarkung Unterauerbach
| Lage                     | Objekt | Akten-Nr.     | Bild |
| ------------------------ | --- | ------------- | ---- |
| Unterauerbach (Standort) | Bestattungsplatz der Urnenfelderzeit, Siedlung des Hochmittelalters. | D-3-6639-0038 |      |
| Unterauerbach (Standort) | Archäologische Befunde des Mittelalters und der frühern Neuzeit im Bereich der Katholischen Pfarrkirche St. Nikolaus in Unterauerbach, darunter die Spuren von Vorgängerbauten bzw. älterer Bauphasen. Siehe auch: St. Nikolaus (Unterauerbach) | D-3-6639-0039 |      |
| Unterauerbach (Standort) | Mittelalterliche Wüstung. | D-3-6639-0040 |      |
| Unterauerbach (Standort) | Siedlung vor- und frühgeschichtlicher Zeitstellung oder des frühen Mittelalters. | D-3-6639-0047 |      |
| Unterauerbach (Standort) | Verebnete vorgeschichtliche Grabhügelgruppe. | D-3-6639-0049 |      |

### Bodendenkmäler in der Gemarkung Weiding in Schwarzach
| Lage                             | Objekt | Akten-Nr.     | Bild |
| -------------------------------- | --- | ------------- | ---- |
| Weiding in Schwarzach (Standort) | Siedlung der Spätbronzezeit, der Urnenfelderzeit und der Frühlatènezeit.                                                                              | D-3-6639-0009 |      |
| Weiding in Schwarzach (Standort) | Siedlung der Urnenfelderzeit und der Hallstattzeit.                                                                                                   | D-3-6639-0010 |      |
| Weiding in Schwarzach (Standort) | Siedlung der Bronzezeit und Urnenfelderzeit. | D-3-6639-0029 |      |
| Weiding in Schwarzach (Standort) | Mesolithische Freilandstation, Siedlungen der mittleren Bronzezeit sowie der frühen und späten Latènezeit, Wüstung des frühen bis hohen Mittelalters. | D-3-6639-0030 |      |
| Weiding in Schwarzach (Standort) | Siedlung des hohen und späten Mittelalters. | D-3-6639-0034 |      |
| Weiding in Schwarzach (Standort) | Bronzezeitliche, späthallstatt-/frühlatènezeitliche und hochmittelalterliche Siedlung.                                                                | D-3-6639-0035 |      |
| Weiding in Schwarzach (Standort) | Endpaläolithische und mesolithische Freilandstation, vorgeschichtliche Siedlung.                                                                      | D-3-6639-0050 |      |
| Weiding in Schwarzach (Standort) | Siedlung vor- und frühgeschichtlicher Zeitstellung oder des Mittelalters.                                                                             | D-3-6639-0054 |      |
| Weiding in Schwarzach (Standort) | Siedlung vor- und frühgeschichtlicher Zeitstellung oder des Mittelalters.                                                                             | D-3-6639-0055 |      |
| Weiding in Schwarzach (Standort) | Ein vorgeschichtlicher Grabhügel. | D-3-6639-0078 |      |
| Weiding in Schwarzach (Standort) | Siedlung vor- und frühgeschichtlicher Zeitstellung oder Wüstung des Mittelalters.                                                                     | D-3-6639-0092 |      |